# Presse plieuse
Pour les articles homonymes, voir presse.

Presse plieuse

Une presse plieuse est une machine-outil utilisée en chaudronnerie et en métallerie pour plier la tôle ; elle est constituée d'un poinçon (contre-vé) et d'une matrice en forme de V (vé), de U, ou de tout autres forme en fonction du profil recherché ; la tôle est entre le vé et le contre-vé (on parle de pénétration lorsque la tôle rencontre le poinçon) ; le contre-vé descend formant alors le pli.

## Types de pliage On distingue deux grands types de pliage
- le pliage en l'air : le contre-vé descend dans le vé jusqu'à ce que la tôle soit à l'angle désiré ; en raison de la déformation plastique  de la tôle, la tôle « revient en arrière » lorsque le contre-vé se relève, il faut donc « pousser plus loin » afin d'anticiper le retour dû à l'élasticité du métal ;
- le pliage en frappe : le contre-vé pénètre dans la tôle et vient la marquer : nous rentrons alors dans la phase de la déformation plastique, qui dépasse alors l'élasticité de la tôle et supprime ce phénomène d'élasticité ; c'est un forgeage, à froid, en fond du vé qui donne l'angle de pliage ; il demande à la machine une force de pliage plus importante (3 a 8 fois supérieur au pliage en l'air). Cette méthode de pliage s'adresse aux tôles d'épaisseur 2 mm maximum.

## Les outils
Les outils sont choisis en fonction des éléments présents dans le cahier des charges relatif à la pièce pliée. En effet, les abaques constructeur permettent d'établir les limites d'utilisation des outils, mais seul le rayon intérieur désiré par le client peut déterminer avec précision le type d'outil utilisé. Si le Ri n'est pas spécifié, on utilise une règle bien connue des chaudronniers : Vé (mm) = 6x ep (ep < 2,5 mm) / 8 x ep (3 < ep <8 mm) (donne une moyenne mais n'est en aucun cas une vérité absolue à appliquer à tout-va).
1. La largeur du vé est proportionnelle au rayon intérieur de pliage désiré ;
2. L’angle du contre-vé(poinçon) varie selon le rayon désiré et l'angle de pliage

- en pliage en l'air, on utilise un vé de 88° pour réaliser un pli à 90° afin de pallier l'élasticité qui a tendance à rouvrir le pli, ou bien on utilise un U qui permet d'aller au-delà de 90° ;
- en pliage en frappe, on utilise un vé de 90°(pour un angle désiré de 90°) puisque l'élasticité est quasiment nulle. Cette technique est utilisée pour des pièces de grande série ou nécessitant une grande précision car l'outil doit être adapté à l'angle désiré.

## Sécurité des machines et prévention des risques professionnels
Les presses plieuses sont des machines. Les machines, et plus généralement les installations automatisées utilisées dans l'industrie peuvent, si aucune mesure de prévention n'est prise, présenter des risques pour les opérateurs et tierces personnes amenés à les côtoyer. Dans l’Union Européenne, d'un point de vue réglementaire, leur conception et leur utilisation doivent être conformes, entre autres :
- à la directive "Machines" 2006/42/CE pour la conception
- à la directive 2009/104/CE qui s’adresse aux utilisateurs de machines

### Conception des presses plieuses destinées au marché européen
Conformément aux dispositions de la directive européenne Machines 2006/42/CE, les fabricants doivent réduire les risques dès la conception et respecter les Exigences Essentielles de Santé et de Sécurité listées dans son Annexe I.
Pour les aider dans leur démarche, les fabricants peuvent s'appuyer sur la norme internationale ISO 12100:2010 qui décrit les principes généraux de conception des machines.

### Utilisation des presses plieuses sur le territoire européen
Afin de préserver la santé et la sécurité des travailleurs, l’employeur doit s’assurer que les machines sont sûres et conformes et que leur utilisation n’expose pas les salariés à des risques, et ceci dans toutes leurs phases de vie.
A cet effet, il doit réaliser l’évaluation des risques liés à la machine dont les résultats sont transcrits, en France, dans le Document unique d’évaluation des risques.
De plus, l’employeur a l’obligation de maintenir la machine en état de conformité (article 4.2 de la directive européenne 2009/104/CE).
Il peut s’appuyer sur les brochures INRS ED879 "Travailler en sécurité sur les presses plieuses hydrauliques" et ED927 "Presses plieuses hydrauliques pour le travail à froid des métaux - Amélioration de la sécurité sur les machines en service dans le cadre de leur rénovation. Spécifications techniques à l'usage des utilisateurs, des préventeurs et des rénovateurs"